# Matthias Lanzinger
Matthias Lanzinger (* 9. Dezember 1980 in Abtenau, Salzburg) ist ein ehemaliger österreichischer Skirennläufer. Er wurde Juniorenweltmeister und zweifacher Österreichischer Meister, gewann in der Saison 2003/04 die Gesamtwertung des Europacups und erreichte einen Podestplatz im Weltcup, ehe ein schwerer Sturz im März 2008, der eine Amputation des linken Unterschenkels zur Folge hatte, seine sportliche Karriere unterbrach. Von 2011 bis 2015 nahm Lanzinger an Rennen im Behindertenskisport teil und errang zwei paralympische Silbermedaillen.

## Biografie

### Skisportkarriere
Lanzinger stand im Alter von drei Jahren erstmals auf Skiern und fuhr als Fünfjähriger beim heimischen Skiclub Abtenau sein erstes Kinderrennen. Nach der Volks- und Hauptschule wechselte Lanzinger, der mit 13 Jahren in den Landeskader des Salzburger Skiverbandes aufgenommen worden war, an das Skigymnasium in Stams, das er 2000 mit der Matura abschloss. Danach war er als Zeitsoldat vier Jahre im Heeresleistungssportzentrum Rif in Hallein stationiert. Ab der Saison 1995/1996 nahm Lanzinger an FIS-Rennen und nationalen (Jugend-)Meisterschaften teil. Im März 1997 gewann er in seiner Altersklasse die österreichische Jugendmeisterschaft im Slalom. Im selben Jahr wurde er in den Kader des Österreichischen Skiverbandes (ÖSV) aufgenommen. Ab dem Winter 1997/1998 folgten erste vereinzelte Starts im Europa- und Nor-Am Cup, vorerst war er aber zumeist noch bei FIS-Rennen im Einsatz, bei denen er nach einigen Podestplätzen im Dezember 1999 den ersten Sieg feierte.
Im Februar 2000 wurde Lanzinger Juniorenweltmeister in der Kombination und Vizeweltmeister im Slalom, worauf er ab dem nächsten Winter der ÖSV-Europacupgruppe angehörte. In den Jahren 2001 und 2002 gewann er die österreichische Meisterschaft in der Kombination. In der Saison 2001/02 fand Lanzinger mit mehreren Podestplätzen im Europacup den Anschluss an die Spitze. Seinen ersten Europacupsieg feierte er am 17. Dezember 2003 in der Abfahrt am Tonalepass. Mit einem weiteren Sieg im Super-G von Les Orres und insgesamt zwölf Top-10-Ergebnissen gewann Lanzinger in der Saison 2003/04 die Gesamtwertung des Europacups. Zudem wurde er jeweils Vierter in der Abfahrts- und Riesenslalomwertung sowie Zweiter in der Super-G-Wertung, womit er in dieser Disziplin einen Fixstartplatz im Weltcup erhielt und schließlich am 28. November 2004 im Super-G von Lake Louise zu seinem Weltcupdebüt kam. Er beendete das Rennen auf dem guten zwölften Platz, der in dieser Saison sein bestes Weltcupergebnis blieb. Ein Jahr später, am 1. Dezember 2005, erreichte Lanzinger mit dem überraschenden dritten Platz im Super-G von Beaver Creek seinen einzigen Podestplatz im Weltcup. Die Saison 2005/06 beendete er an 14. Position im Super-G-Weltcup. Der Durchbruch an die absolute Weltspitze gelang ihm aber nicht. Nach seinem Podestplatz fuhr Lanzinger zwar in vielen Weltcuprennen unter die schnellsten 20, in die Top 10 schaffte er es aber nur noch zweimal, mit einem neunten Platz im Super-G von Lenzerheide am Ende der Saison 2006/07 und einem zehnten Platz im Riesenslalom von Sölden zu Beginn der Saison 2007/08. Neben dem Weltcup startete Lanzinger auch weiterhin im Europacup und erzielte dabei mehrere Podestplätze und Siege. In der Saison 2006/07 wurde er Zweiter der Riesenslalomwertung und Dritter der Gesamtwertung des Europacups.

### Unfall und weiterer Werdegang
Am 2. März 2008 zog sich Lanzinger beim Super-G-Weltcuprennen in Kvitfjell einen mehrfachen, offenen Unterschenkelbruch mit schweren Gefäßverletzungen zu. Der Abtransport (zunächst nach Lillehammer, anschließend ins Ullevål-Universitätsklinikum in Oslo) dauerte sechs Stunden. Bei der anschließenden Operation kam es zu Komplikationen, erst nach der dritten Gefäßrevision wurde die Durchblutung wiederhergestellt, war aber nicht stabilisierbar. Wegen schwerwiegender Gefäßverletzungen und der daraus resultierenden Sauerstoffunterversorgung und des zeitweise nicht intakten Blutkreislaufes im linken Unterschenkel musste dieser am 4. März 2008 unterhalb des Knies amputiert werden.
Der ÖSV kritisierte, während des Rennens habe kein Ambulanzhubschrauber zur Verfügung gestanden, sodass erst eine Sitzbank aus einem „Touristen“-Hubschrauber für den Transport ausgebaut werden musste. Dadurch sei wertvolle Zeit verloren gegangen. Lanzinger verklagte die FIS auf Schadensersatz und Verdienstentgang, da der deutsche Gutachter Bernd Steckmeier festgestellt hat, dass sowohl ein Organisationsverschulden wie auch ein Behandlungsfehler in Oslo die Amputation notwendig gemacht haben. Im September 2010 wurde Lanzinger von der norwegischen Gesundheitsbehörde das Recht auf Schadenersatz wegen „Versäumnis bei der Erbringung einer Hilfeleistung“ zugesprochen.
Im Oktober 2008 begann Lanzinger ein Studium der Betriebswirtschaftslehre und des Sport- und Eventmanagements an der Privatuniversität Schloss Seeburg. Ebenso begann er als Marketingmitarbeiter bei der Skifirma Salomon zu arbeiten. Ab dem Winter 2008/09 war er auch als Kolumnist für die Kronen Zeitung tätig und als Experte in der Fernsehsendung Sport am Sonntag des ORF zu sehen. Er wurde 2008 mit dem Skieur d’Or (Serge Lang Trophy) und dem Special Award bei der Wahl zu Österreichs Sportler des Jahres ausgezeichnet. Im Juli 2010 heiratete er seine langjährige Freundin.

### Behindertensport
Im Oktober 2011 gab Lanzinger bekannt, künftig bei Wettkämpfen im alpinen Behindertensport anzutreten. Sein Ziel war die Teilnahme an den Paralympics 2014 in Sotschi. Lanzinger startet in der Klasse der stehenden Herren und erreichte bei seinem Renndebüt am 17. November 2011 im IPCAS-Hallenslalom von Landgraaf auf Anhieb den dritten Platz (IPCAS = International Paralympic Committee Alpine Skiing). Am 17. Dezember 2011 feierte er beim Riesenslalom in Kühtai seinen ersten Sieg im Europacup. Im weiteren Verlauf der Saison 2011/12 wurde er dreifacher Österreichischer Staatsmeister im Slalom, im Riesenslalom und in der Super-Kombination. Am 8. Jänner 2013 nahm Lanzinger erstmals an einem Weltcuprennen als Behindertenskiläufer teil. Bei diesem Riesenslalom in Sestriere belegte er den zweiten Platz. Im zweiten Riesenslalom am nächsten Tag feierte er seinen ersten Weltcupsieg.
Am 9. März 2014 gewann Lanzinger mit Platz zwei im Super-G bei den Winter-Paralympics 2014 in Sotschi seine erste paralympische Medaille. Auch in der Super-Kombination konnte er die Silbermedaille gewinnen.

## Erfolge

### Ski Alpin
Weltcup
- 1 Podestplatz und weitere 2 Platzierungen unter den besten zehn

Europacup
- Saison 2003/04: 1. Gesamtwertung, 2. Super-G-Wertung, 4. Abfahrtswertung, 4. Riesenslalomwertung
- Saison 2004/05: 4. Super-G-Wertung
- Saison 2006/07: 3. Gesamtwertung, 2. Riesenslalomwertung
- 16 Podestplätze, davon 4 Siege:

| Datum             | Ort                       | Land       | Disziplin    |
| ----------------- | ------------------------- | ---------- | ------------ |
| 17. Dezember 2003 | Ponte Di Legno/Tonalepass | Italien    | Abfahrt      |
| 6. Februar 2004   | Les Orres                 | Frankreich | Super-G      |
| 9. Jänner 2006    | Hinterstoder              | Österreich | Super-G      |
| 27. Februar 2007  | Hermagor                  | Österreich | Riesenslalom |

Juniorenweltmeisterschaften
- Québec 2000: 1. Kombination, 2. Slalom, 8. Abfahrt, 9. Riesenslalom

Weitere Erfolge
- Zweifacher Österreichischer Staatsmeister in der Kombination (2001 und 2002)
- Militär- und Polizeiweltmeister im Riesenslalom 2006
- 7 Siege in FIS-Rennen (5× Riesenslalom, 2× Slalom)

### Behindertenskisport
- 2 paralympische Silbermedaillen Winter-Paralympics 2014 in Sotschi
- 3 Siege in Weltcuprennen
- 1 Sieg in Europacuprennen
- 2 Siege in IPCAS-Rennen
- Dreifacher Österreichischer Staatsmeister (Slalom, Riesenslalom und Super-Kombination 2012)
- 2 Silber- und 2 Bronzemedaillen bei den Alpinen Skiweltmeisterschaften der Behinderten 2015 in Kanada

## Auszeichnungen

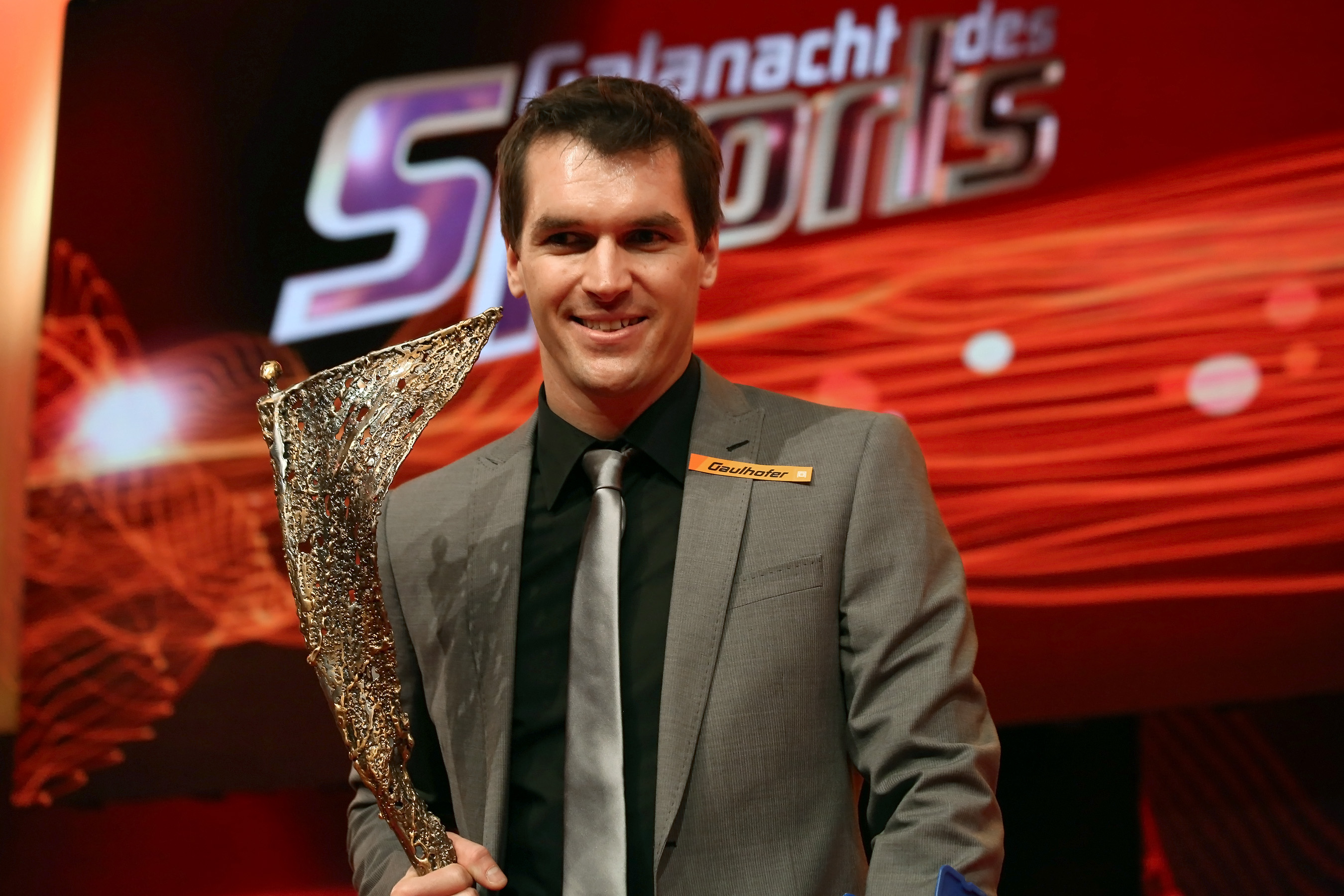
Matthias Lanzinger mit der Auszeichnung als Österreichs Behindertensportler 2013

- 2008: Special Award bei der Wahl zu Österreichs Sportler des Jahres
- 2008 Gewinner der Skieur d’Or – Serge-Lang-Trophy[13][14]
- 2013 Österreichs Behindertensportler des Jahres